# Kokavská brázda
Kokavská brázda  je geomorfologickou částí Klenovských vrchů, podcelku Stolických vrchů.  Zabírá střední a západní část podcelku v okolí Kokavy nad Rimavicou a Klenovca. 

## Polohopis
Území Kokavské brázdy se nachází ve střední části Stolických vrchů a zabírá střední a západní část podcelku Klenovské vrchy. Severovýchodní rameno zabírá údolí Klenovské Rimavy a širší okolí Klenovca, jihozápadní část zabírá údolí říčky Rimavica a jejích přítoků Liešnica a Kokavka v okolí obce Kokava nad Rimavicou. Celá oblast patří do povodí Slané.
Východní polovinu z velké části obklopuje mateřský podcelek, jen v údolí Klenovské Rimavy navazuje Rimavské podolie, geomorfologická část Revúcké vrchoviny. Severozápadním směrem pokračují Stolické vrchy podcelkem Málinské vrchy a na jihozápadě sousedí Cinobanské predhorie, podcelek Revúcké vrchoviny a krátkým úsekem opět i Rimavské podolie. 
Ze sídel zde leží jen Klenovec a Kokava nad Rimavicou, které jsou přístupné údolími vedoucími komunikacemi. Z Hnúště vede údolím Klenovské Rimavy do Klenovca a následně i Kokavy nad Rimavicou silnice II / 526. Z Poltára vede do Kokavy silnice II/95 a souběžně i lokální železniční trať do Utekáča. 

## Chráněná území
Střední část Stolických vrchů leží mimo velkoplošná chráněná území a rovněž se zde nenacházejí žádné maloplošné zvláště chráněné lokality. 

## Turismus
Kokavská brázda patří mezi turisticky klidnější oblasti. Obě rázovité obce jsou známé svým folklórem a svéráznou kulturou. Oblast je známá hornickou historií a výrobou a zpracováním skla. Širší okolí však nabízí možnosti letní i zimní turistiky.

### Značené trasy
- po  červeně značené trase z Ďubákova přes Kokavu nad Rimavicou do Rimavskej Bane
- po  modré značce z Kokavy přes Klenovec do Tisovca
- po  zelené značce:
  - z Kokavy na Slopovo
  - z Klenovca u vodárenské nádrže na rozc. Ráztočné
- po  žluté značce z Bodnárky přes sedlo Chorepa na vrch Slopovo [3]